# Rio Grande
Denna artikel handlar om Rio Grande på gränsen mellan USA och Mexico. Se även Rio Grande (olika betydelser).
Rio Grande, i Mexiko även känd som Río Bravo del Norte, Río Grande del Norte eller Río Bravo, är en av Nordamerikas största floder.
Rio Grande har sin källa vid Canby Mountain i San Juan-bergen, Colorado, och flyter söderut genom New Mexico innan den längre söderut bildar gränsen mellan Texas och Mexiko. Floden är omkring 3 000 kilometer lång och har sitt utlopp i Mexikanska golfen. Större bifloder är Pecos River (Río Pecos) samt Río Conchos och Río Pesquerto.
I sitt övre lopp har floden mycket starkt fall. Vattenmängden växlar betydligt efter mängden nederbörd och översvämningar är därför vanliga. Redan puebloindianerna använde floden för konstgjord bevattning på flodbankarna.[när?]
Rio Grande är en av de bästa öringsälvarna i hela världen. Den är känd för sin stora havsöring. De största öringarna som årligen fångas där väger ofta över 10 kg och medelvikten är 4–5 kg. Flugfisket sker på Aurelia Lodges privata fiskesträcka i älven.